# Regency Enterprises
Regency Enterprises (зазвичай згадується як Regency на екрані, а авторські права захищені як Regency Entertainment (USA), Inc. у США та Monarchy Enterprises S.á.r.l. за кордоном) — американська розважальна компанія, заснована Арноном Мілченом. Була заснована в 1982 році як правонаступник Regency International Pictures (раніше відома як Embassy International Pictures N.V.).

## Історія
Арнон Мілчен заснував свою компанію під назвою Embassy International Pictures N.V., яка проіснувала 7 років, поки не була змінена на Regency International Pictures. Ця компанія спочатку не мала дистриб'юторської угоди про виробництво фільмів з різними студіями, такими як The Ladd Company, Columbia Pictures, TriStar Pictures, Warner Bros., Touchstone Pictures, Vestron Pictures, Universal Pictures і 20th Century Studios (зараз відома як 20th Century Studios). Вона випустила такі фільми, як "Одного разу в Америці" та "Запитання та відповіді", але була закрита в 1991 році.
15 січня 1991 року Мілчен і Regency, а також німецька Scriba & Deyle та французька Canal+ створили спільне підприємство вартістю 600 мільйонів доларів для фінансування 20 фільмів протягом п'яти років, усі з яких мали дистрибутуватися Warner Bros. Арнон Мілчан здійснив ребрендинг Regency International Pictures на Regency Enterprises. Також була створена дочірня компанія New Regency Productions, яка раніше мала офіси на території Warner Bros. і зараз розташована на території 20th Century Studios. New Regency в основному виробляє фільми, і має щонайменше 100 фільмів на своєму рахунку. New Regency спродюсувала "12 років рабства" 2013 року, "Бердмен" 2014 року та "Відродження" 2015 року, які принесли компанії дві нагороди Оскар за найкращий фільм поспіль та три номінації.

## New Regency Television International
New Regency Television International (раніше відома як Regency Television) — спільне підприємство Regency Enterprises і Fox Television Studios, засноване в 1998 році. Найвідоміші телевізійні шоу Regency включають науково-фантастичну драму WB/UPN "Розвелл" та ситкоми Fox Broadcasting Company "Малькольм у центрі уваги" і "Шоу Берні Мака".
17 липня 2007 року Regency Television припинила виробництво і закрила свій бізнес після дев'яти років роботи. 17 січня 2011 року New Regency оголосила про повернення в телевізійний бізнес після того, як 20th Century Fox продовжила свою дистрибуційну угоду з Regency до 2022 року. Після того, як у січні 2019 року New Regency реформувала свою міжнародну команду продажів, щоб повернути контроль над своєю міжнародною ліцензійною діяльністю, Warner Bros. Domestic Television Distribution тепер управляє правами на внутрішнє телебачення на серіал "Одного разу в Америці" 1984 року та бібліотеку фільмів Regency Enterprises 1991-1999 років (за винятком "Шість ступенів розлуки" 1993 року).
New Regency Television International розпочала свою діяльність на початку 2019 року. Базуючись у Лондоні та спираючись на давні зв'язки New Regency з найкращими сценаристами, режисерами та продюсерами, підрозділ зосереджений на розробці та виробництві високоякісного, авторського та оригінального сценарного контенту для міжнародного ринку.